# Carl Heinrich Steffens
Carl Heinrich Steffens (geboren 1801 in Posen; gestorben vor 1854 ebenda) war ein deutscher Historien- und Porträtmaler.

## Leben und Werk
Steffens besuchte in Berlin die Königlich Preußische Akademie der Künste, wo er als Schüler von Carl Kretschmar und Wilhelm Wach lernte. 1828 wurde er mit der Silbernen Preismedaille ausgezeichnet.
1832 beschickte er die Kunstausstellung der Berliner Akademie mit einer lebensgroßen Darstellung der „Vertreibung Adam und Evas aus dem Paradiese“.

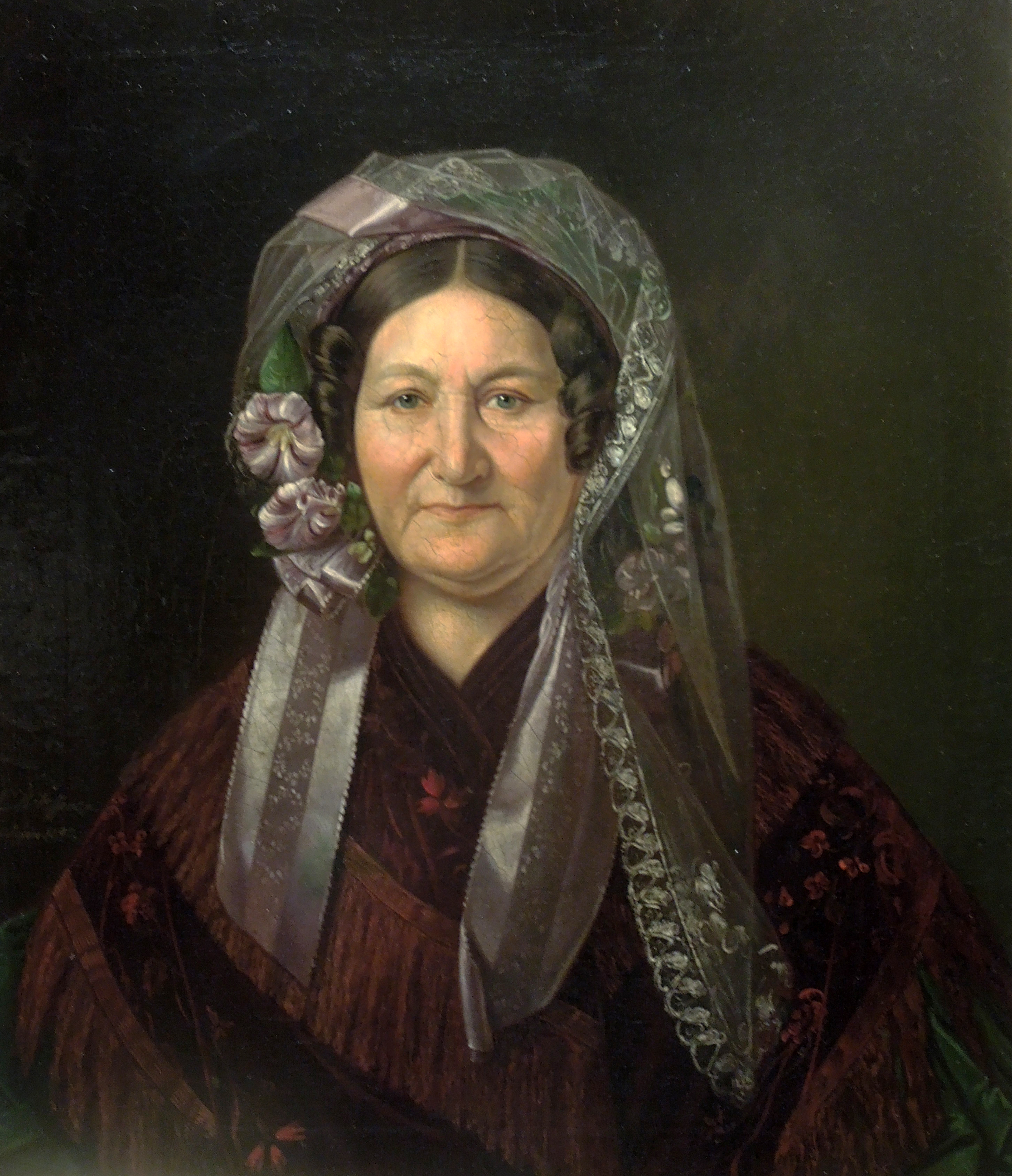
Ölgemälde einer Frau des Biedermeier;
datiert 1842, Nationalmuseum (Posen)

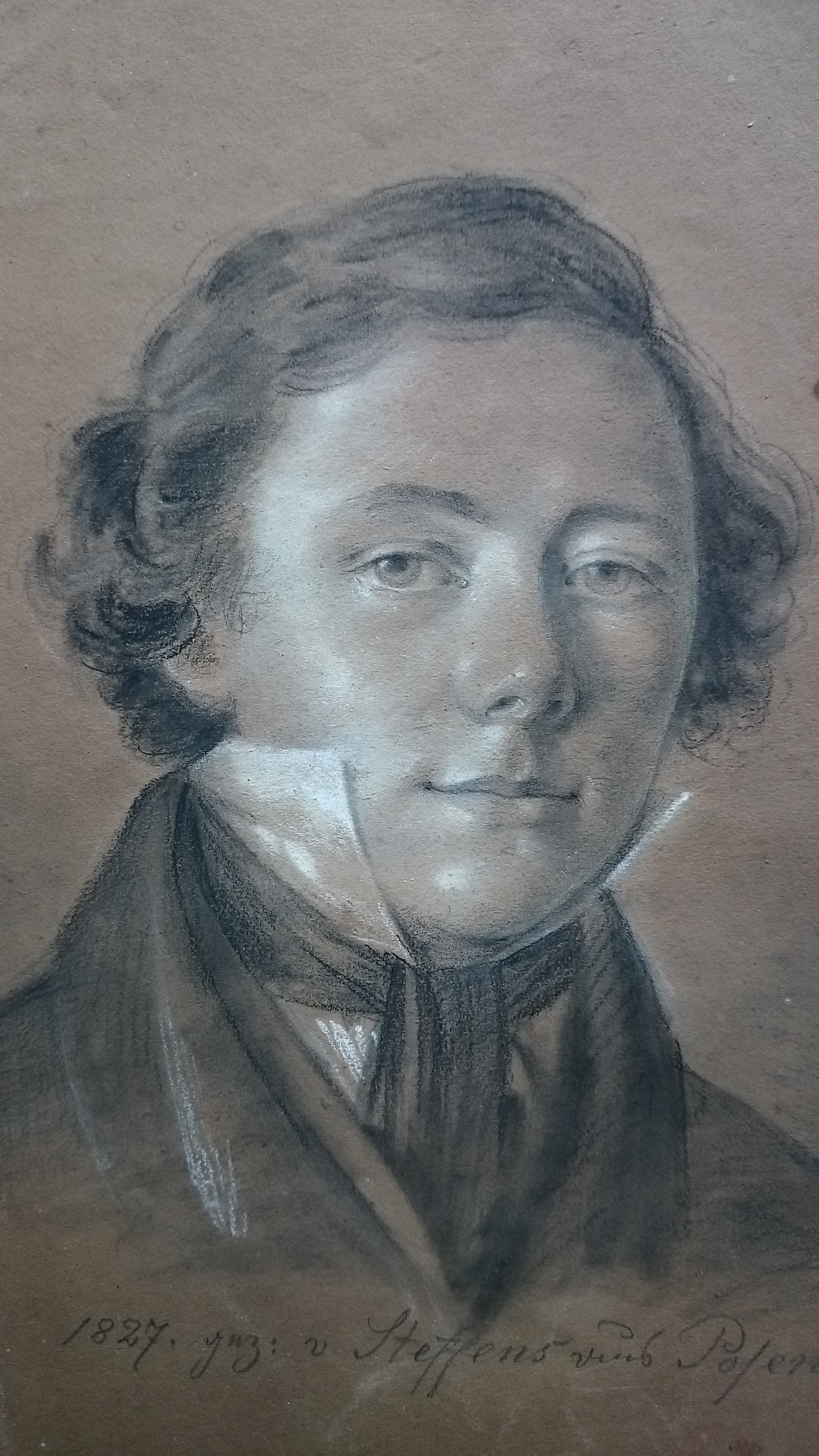
Porträt des Malers Georg Sievers 1827 als schwarze, dann geweißte Kreidezeichnung von Steffens

Viele seiner Werke schuf er als schwarze Kreidezeichnungen. Ab Ende der 1830er Jahre bis spätestens 1854 wirkte er in Posen als Bildnismaler. Zu seinen bekanntesten Stücken aus diesem Zeitraum zählen unter anderem das Bildnis des Philosophen Johann Friedrich Herbart und – auf Empfehlung von Gottfried Schadow – die Kinder des Posener Oberpräsidenten Theodor von Baumann. Bekannt ist zudem sein 1846 datiertes „Porträt Friedrich Wilhelm Gubitz“, das nach Steffens’ Zeichnung als Vorlage für einen Stahlstich von Rudolph Bethge diente; der dann von Ludwig Buchhorn gedruckte Stich findet sich in der Graphischen Sammlung der Deutschen Nationalbibliothek und stammt aus dem Bestand der ehemaligen „Blattsammlungen der ehemaligen Bibliothek des Börsenvereins der Deutschen Buchhändler“.